# Lisa Nordén
Lisa Nordén (n. 24 noiembrie 1984, Kristianstad, Kristianstads län⁠(d), Suedia) este o sportivă ce a reprezentat Suedia, medaliată olimpică. A participat la 3 ediții ale Jocurilor Olimpice (2008, 2012, 2016) în care a câștigat o medalie de argint.